# Virginia McLaurin
Virginia McLaurin (12 de março de 1909 – Olney, 14 de novembro de 2022) foi uma supercentenária e ativista americana que residia em Washington, D.C..

## Biografia
Virginia nasceu na Carolina do Sul, em 1909, quando a segregação era comum em muitos estados e as mulheres não tinham o direito de votar.
Ela se mudou para Washington, D.C. como parte da Grande Migração. Seu marido morreu em 1941 enquanto servia na Segunda Guerra Mundial. Ela é voluntária quarenta horas por semana do Senior Corps.

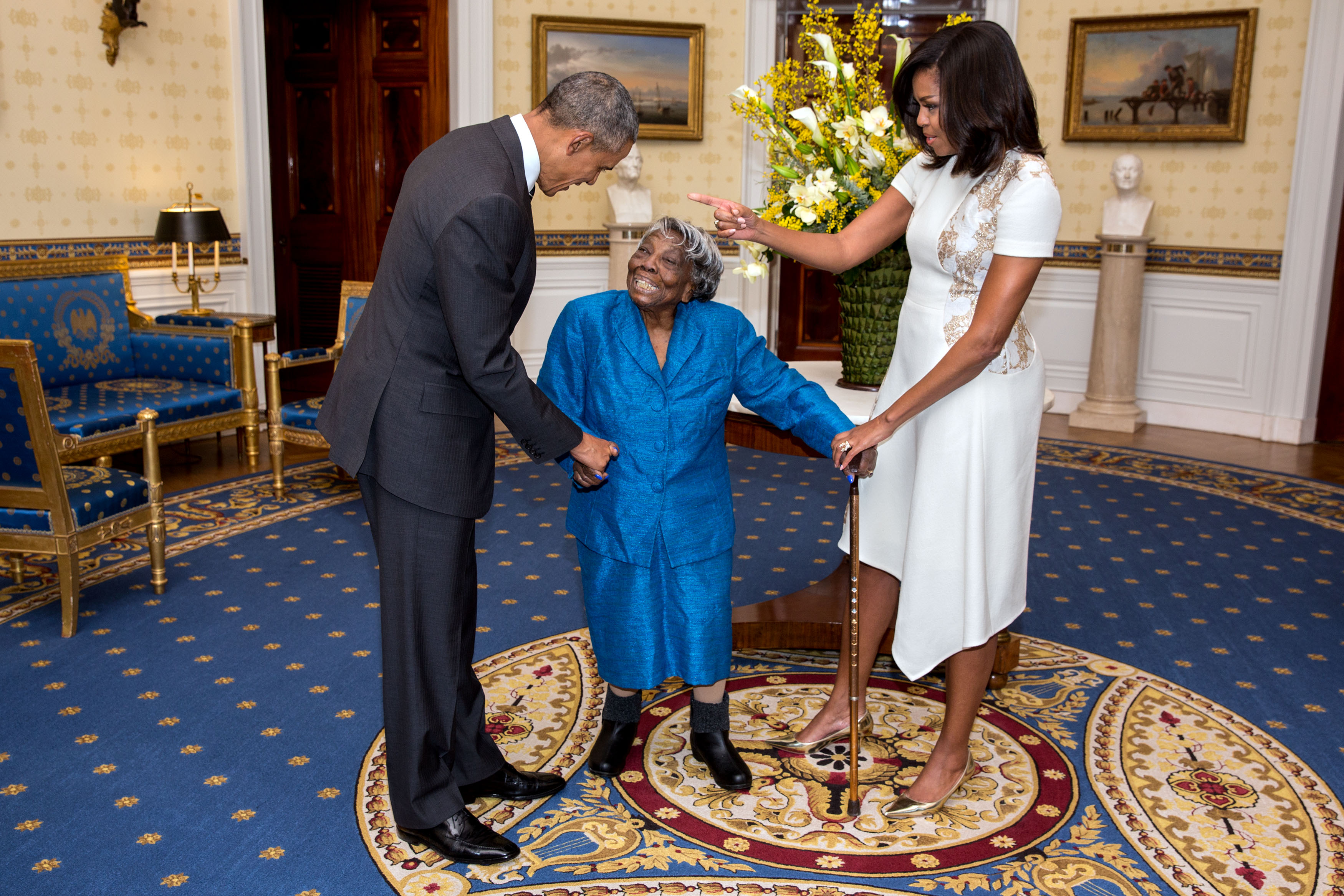
Virginia McLaurin aos 106 anos, (centro) com o ex-presidente Barack Obama e a primeira-dama, Michelle Obama, na Sala Azul da Casa Branca em 18 de fevereiro de 2016.

Em 2013, Virginia recebeu um prêmio de serviço comunitário voluntário do prefeito Vincent C. Gray em reconhecimento ao trabalho voluntário.
Em 2014, graças a uma campanha do Centro de Desenvolvimento Econômico Latino (LEDC), uma equipe de TV divulgou o fato de que seu apartamento estava infestado de percevejos. Uma empresa local de controle de pragas se livrou da infestação e deu-lhe uma cama livre. Seu senhorio também providenciou que seu apartamento fosse redecorado.
Ela ganhou atenção nacional depois de uma visita à Casa Branca em 18 de fevereiro de 2016 para celebrar o Mês da História Negra, onde dançou com o presidente Barack Obama e a primeira-dama Michelle Obama. Ela comemorou seu 108.º aniversário com os Harlem Globetrotters.
Em 8 de novembro de 2016, McLaurin votou no dia da eleição. Ela pediu que outros votem, também, afirmando: "Se você precisa se arrastar para ir à urna, então vote". No início de abril de 2016, graças a muitas doações do público em geral, McLaurin mudou-se para seu novo apartamento perto de sua igreja e da escola onde ela é voluntária. Em 27 de maio de 2016, ela participou de um jogo de beisebol dos Washington Nationals e foi presenteada com uma camiseta personalizada no campo.